# Euphorbia limpopoana
Euphorbia limpopoana es una especie fanerógama perteneciente a la familia de las euforbiáceas. Es endémica de Zimbabue, Botsuana y Sudáfrica.

## Descripción
Es una planta perenne densamente acolchada, suculenta con un tamaño de ± 45 cm de altura, con un tallo corto que enlazará con una raíz tuberosa, carnoso y con numerosas ramas que surgen en o por debajo del nivel del suelo, escasamente ramificado formando un grupo compacto de 2 m de diámetro.

## Ecología
Se encuentra en las colinas rocosas y suelos arenosos en los bosques de mopane; a una altitud de 180-1370 metros en Botsuana y Sudáfrica.
Es una especie cercana a Euphorbia schinzii.

## Taxonomía
Euphorbia limpopoana fue descrita por L.C.Leach ex S.Carter y publicado en Kew Bulletin 54: 960. 1999[2000].
Etimología
Euphorbia: nombre genérico que deriva del médico griego del rey Juba II de Mauritania (52 a 50 a. C. - 23), Euphorbus, en su honor – o en alusión a su gran vientre –  ya que usaba médicamente Euphorbia resinifera. En 1753 Carlos Linneo asignó el nombre a todo el género.
limpopoana: epíteto geográfico que alude a su localización en el río Limpopo.
Sinonimia
- Euphorbia malevola subsp. bechuanica L.C.Leach (1964).[5][6]